# Ehrenbach
Ehrenbach – rzeka w Bawarii, w Szwajcarii Frankońskiej, uchodzi do Wiesent (lewy dopływ).